# いやはやなんとも金曜日
『いやはやなんとも金曜日』（いやはやなんともきんようび）は、1984年4月6日から1988年3月25日まで福井テレビで放送されていた生放送のローカルバラエティ番組である。放送時間は毎週金曜 19:00 - 19:30 (JST) 。略称は「いや金」。

## 出演者

### 司会
- 初代0 高田純次（1984年4月6日 - 1985年9月27日） - 高田にとっては、この番組が初の司会担当番組となった。
- 2代目 立原啓裕（1985年10月4日 - 1988年3月25日）

### アシスタント
- 細井裕子（当時福井テレビアナウンサー）

## 逸話
- 2003年12月30日にフジテレビ系列で放送されたフジテレビ系列局のローカル番組を取り上げる特番「FNS面白地方番組選手権」(仮)でつけられたキャッチフレーズは、ずばり「福井県版笑っていいとも!」であった。生放送であり、司会の高田がオリジナルのテーマ曲を歌いながら出てくるパターンも共通していた。ただ局外からのアポなし生中継のコーナーもあり、突撃した民家が留守であることもあった。
  - 高田本人は、自分が歌いながらスタジオに登場する映像を正視できないくらいに恥ずかしがっており、番組に彼同様パネラーとして出演していたくりぃむしちゅーの上田晋也は「今より一生懸命にやってそう」と評していた。
- 高田は『情報ライブ ミヤネ屋』（読売テレビ・日本テレビ系列）で自身が出演しているコーナー「高田タクシー観光」で福井県に来た際に、他系列局（福井テレビはフジテレビ系列）であるにもかかわらず24年ぶりに福井テレビを訪れ、当時のディレクターや出演者とともに思い出話を語った。ちなみに「ミヤネ屋」ネット局である福井放送は当時、番組編成の都合により前半の1時間のみの放送であった為このコーナーは放送されていなかった（ただし隣接県の局で視聴できた可能性はある）が、2010年3月29日からフルネットで放送されることになった。
- なお、この番組は1985年の放送広告の日（現・民放の日）の民放テレビフルネット特番でも、その年の特番が各地の番組を紹介するというコンセプトであったことから取り上げられ、上記オープニング等一部が放送された。特番では、いや金番組プロデューサーが同じく番組で取り上げられた毎日放送『夜はクネクネ』のプロデューサーと対談する時間も設けられた。
- 高田時代、1984年12月14日の番組の生放送が終了した後にフジテレビ『オレたちひょうきん族』の出張懺悔室がやってきて、高田が懺悔した（ある日の放送で番組終了30秒前に「さようなら」といった視聴者からのハガキと毎週ホテルを取り一晩中福井で遊び回ったという内容）。そのあとに細井が「お願いがあるんですが…」と何かリクエストしようとした際に水島びん扮する神父をディレクターさんと言ってしまった細井もその場で懺悔する羽目になってしまった。『ひょうきん族』では、1984年12月22日に放送。

## 番組セット
番組が終了するまでの間に変更されたか否かが不明のため、放送開始当時のものについて述べる。
- 前面 - 福井テレビの略称「ftb」の各文字に目口や手足をつけてキャラクターのようにしたものが描かれていた。中央部分(「t」の下の方)がドア上になっており、放送開始時オープニング曲のイントロが終わる前に、そこから高田と女性司会者が出てくる。
- 側面 - クリーム色の壁面に黒でイラストが描かれていた。イラストの内容だが、左側（観客や視聴者から見た方向）は福井テレビの局舎だった。